# Болтянська Нателла Савеліївна
Нателла Савеліївна Болтянська, до шлюбу Кіперман (* 20 травня 1965, Москва, РРФСР) — російська авторка-виконавиця, ведуча програми «Авторська пісня» на радіостанції «Ехо Москви».
Народилася в сім'ї вченого-хіміка Савелія Львовича Кіпермана і Неллі Олександрівни Валуєвої.
Грає на 6-струнній гітарі, пише пісні на свої вірші (пісня «Тумбалалайка» написана на вірші Надії Мальцевої). До 2002 року на концертах також виконувала пісні Михайла Чегодаєва та інших авторів.
Має авторську колонку на сайті Ej.Ru.

## Громадянська позиція
В березні 2014 року підписала листа «Ми з Вами!» КіноСоюзу на підтримку України.